# Солдатский ара
Солдатский ара (лат. Ara ambigua) — птица семейства попугаевых.

## Внешний вид
Длина тела 80—85 см Окраска зелёная с желтоватым оттенком. Лоб и восковица красные. Голая белая (при возбуждении — алая) зона лица исполосована мелкими чёрными перьями, растущими вряд от лба к ушкам. Затылок с лёгким голубым оттенком (у самца). Спинка, подкрылья и подхвостье жёлто-бронзовые. Рулевые, маховые и их кроющие синие. Хвост сверху коричневый с синими кончиками. Клюв чёрный. Ширина подклювья 13—15 мм Радужка светло-жёлтая. Лапы серые. Различий в окраске самца и самки нет. Похож на малого солдатского ара, но подкрылья жёлтые. У них существенная разница в размере, голосе и среде обитания.

## Распространение
Обитает в Панаме, Никарагуа и Коста-Рике.

## Образ жизни
Населяет влажные тропические долины, сезонные сухие территории до высоты 700 м над уровнем моря. Держится парами или семейными группами.

## Содержание
При одиночном содержании быстро приручаются и становятся послушными и доверчивыми.

## Классификация
Вид включает в себя 2 подвида:
- Ara ambiguus ambiguus (Bechstein, 1811)
- Ara ambiguus guayaquilensis Chapman, 1925